# 中井広恵
中井 広恵（なかい ひろえ、本名：植山広恵〈うえやま ひろえ、中井は旧姓〉、1969年6月24日 - ）は、フリーの女流棋士。北海道稚内市出身。佐瀬勇次名誉九段門下。1981年から日本将棋連盟に所属、2007年5月から新設の日本女子プロ将棋協会（LPSA）に移籍、2014年1月からフリーとなる。過去の女流棋士番号は日本将棋連盟所属時は旧17、LPSA所属時は7。タイトル獲得数は19期（歴代3位、2024年度末時点）。女流通算勝利数の最多記録保持者（記録継続中、2024年度末時点で女流通算760勝）。

## 経歴

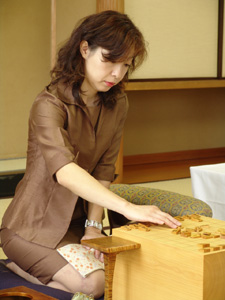
第26期女流王将戦第4局に臨む中井

### アマチュアとして
- 1981年、第6回小学生将棋名人戦で準優勝[注 2]。

### 日本将棋連盟時代
- 1981年4月1日、女流2級でプロ入り。当時11歳10か月で、史上最年少プロだった（のちに藤田綾が11歳6か月で最年少記録を更新）。
- 1982年度、早くも頭角を表し第5期女流王将戦でタイトル初挑戦。
- 1983年4月、14歳のときに奨励会に6級で入会。
- 1985年度、第12期女流名人位戦で16歳6か月で林葉直子からタイトル初奪取[注 3]。そこから林葉・清水市代との三強時代を形成した。林葉が将棋界を去った1990年代中盤から2000年代後半にかけては、清水との二強時代となり、特に1993年の女流名人位戦から2007年の倉敷藤花戦までの全てのタイトル戦に、中井か清水のいずれかか両方が登場した。

- 1990年、年齢制限のために奨励会を2級で退会。
- 1992年、第19期女流名人位戦で清水市代の挑戦を退けた事により通算5期となりクイーン名人を獲得。
- 1993年12月9日、第5期竜王戦6組で池田修一に初勝利し、39局目にして公式戦で男性棋士を破った初めての女流棋士となった[1]。男性棋士との対戦成績は、2018年8月現在ちょうど100局戦って21勝79敗である。
- 2002年度、第24期女流王将戦で自身初の女流三冠となり、それにより理事会審議により2002年11月1日付で清水に次いで史上二人目の女流六段になった。
- 2003年6月27日、第17回レディースオープン・トーナメント2003で藤田綾に勝利し、史上初の女流棋士通算400勝を達成[2]。
- 2003年度のNHK杯テレビ将棋トーナメントでは、1回戦で畠山鎮に、2回戦では当時A級棋士だった青野照市に勝利した[注 4]（3回戦で中原誠に敗退）。
- 2004年、清水と女流棋士同士では初めての百番指しを記録（2020年2月まで中井の45勝77敗）。NHK杯では、1回戦で佐藤秀司に勝利し、昨年に引き続き男性棋士を相手に白星を挙げた。続く2回戦では当時棋聖を保持していた佐藤康光をあと一歩のところまで追い詰めた。この時解説を務めた先崎学は「九分九厘中井の勝ち」と評し、佐藤も対局後に「僕が負けてもおかしくなかった。」とコメントを残している。
- 2005年、61年ぶりに実施された日本将棋連盟のプロ編入試験では、女性唯一の試験官に選ばれ、受験者の瀬川晶司と六番勝負の第4局で対局。かねてから女流棋士の中には連盟の正会員の地位を求める声があり、このアピールの機会に、中井は周りの女流棋士やファンの期待を受けて対局に臨んだが、中盤まで優位に進めながら逆転負けを喫した。
- 2006年12月、女流棋士新法人設立準備委員会の委員長に就任。日本将棋連盟からの独立のために各方面との調整や支援者集めなどに駆け回り、2007年5月に日本女子プロ将棋協会（LPSA）が結成されると、初代代表理事に就任した（2007年5月 - 2010年5月）。

### 日本女子プロ将棋協会時代
- 2008年5月から1年ほど、LPSAの育成機関としての中井塾を開き、そこから後に女流棋士になる渡部愛や和田あきを輩出している[3]。
- 2009年4月27日、第17期大山名人杯倉敷藤花戦2回戦で藤田綾に勝利し、史上初の女流棋士通算500勝を達成[4]。
- 2010年7月29日、第18期大山名人杯倉敷藤花戦準々決勝で本田小百合女流二段に勝ち、女流公式戦新記録の18連勝を達成した。8月4日にも第37期女流名人位戦B級5回戦で貞升南女流1級に勝って記録を19連勝まで伸ばした[注 5]。
- 2014年1月23日、活動の方向性の違いからLPSAを退会[5]。以後はフリーの女流棋士として活動することになった。

### フリーの女流棋士として
- 2015年1月22日、第42期ユニバーサル杯女流名人戦予選で渡辺弥生に勝利して、史上初の女流棋士通算600勝を達成[6]。しかし、日本将棋連盟に所属していないため将棋栄誉賞は贈られなかった。
- 2020年、第28期大山名人杯倉敷藤花戦を勝ち抜く。決勝で石本さくらに勝ち、女流タイトル戦では史上最年長となる51歳4か月で挑戦権を獲得。里見香奈倉敷藤花との三番勝負は0勝2敗に終わった。
- 2021年9月3日、第33期女流王位戦予選で礒谷真帆に勝利して、史上初の女流棋士通算700勝を達成[7]。

## 棋風
- 攻守にバランスのとれた本格的な居飛車党で、得意戦法は矢倉。

## 人物
- 5歳の頃父に教わったのが将棋との出会い[8]。実家は代々続く薬局で、3人姉妹の長女[8]。
- 1989年に将棋棋士で兄弟子の植山悦行と結婚した。3人の娘がいる[8]。
- タイトル戦など重要な対局は和装で臨む。
- 同門の中座真は同郷にして同学年で、中座が四段昇段を果たした際には実家に伝えた。
- 趣味はゴルフ、海外旅行。
- 将棋界を去った林葉直子とは、その後も親友として付き合いを保っている[9]。

## 昇級・昇段履歴
（web.archive.org によるアーカイブに基づく）
- 1981年04月01日 : 女流2級（= プロ入り）
1983年04月01日 （女流1級 =飛び級）
- 1983年03月10日 : 女流初段（タイトル挑戦／第5期女流王将戦 = 女流二段昇段要件）
- 1983年04月01日 : 女流二段（タイトル挑戦／第5期女流王将戦）
- 1983年10月00日 （奨励会入会 = 6級／特例で入会）[10][11]
- 1986年04月01日 : 女流三段（タイトル1期／第12期女流名人）
- 1989年04月01日 : 女流四段（タイトル3期／第15期女流名人）
- 1990年00月00日 （奨励会退会 = 2級）
- 1992年04月01日 : 女流五段（タイトル7期[要検証 – ノート]）
- 2002年11月25日 : 女流六段（「抜群の成績と実績」による理事会審議）[12]

## 主な成績

### 将棋連盟（タイトル・永世称号）
他の女流棋士との比較は、棋戦 (将棋)#女流タイトル 、および、将棋の女流タイトル在位者一覧 を参照。
| タイトル                                                                                               | 番勝負           | 獲得年度                                      | 登場 | 獲得期数        | 連覇                  | 永世称号資格 |
| 白玲                                                                                                   | 七番勝負 9-11月  | －                                            | －   | －              | －                    |              |
| 清麗                                                                                                   | 五番勝負 8-9月   | －                                            | －   | －              | －                    |              |
| 女王                                                                                                   | 五番勝負 4-5月   | －                                            | －   | －              | －                    |              |
| 女流王座                                                                                               | 五番勝負 10-12月 | －                                            | －   | －              | －                    |              |
| 女流名人                                                                                               | 五番勝負 1-2月   | 1985(第12期)-86、1988、1991-93、1999、2001-02 | 18回 | 9期 （歴代2位） | 3連覇                 | クイーン名人 |
| 女流王位                                                                                               | 五番勝負 9-11月  | 1990(第1期)-92                                | 08回 | 3期 (歴代2位)   | 3連覇 (歴代2位)       |              |
| 女流王将                                                                                               | 三番勝負 10月    | 1995(第17期)、2002-04                         | 12回 | 4期 (歴代3位)   | 3連覇 （歴代2位タイ） |              |
| 倉敷藤花                                                                                               | 三番勝負 11月    | 2001(第9期)-03                                | 06回 | 3期 (歴代3位)   | 3連覇 (歴代3位)       |              |
| 合計                                                                                                   | 合計             | 合計                                          | 44回 | 19期            | -                     | 1            |
| タイトル獲得 合計19期 (歴代3位) / 登場回数 合計44回 ※番勝負終了前は除く。2020年度 倉敷藤花戦(挑戦)まで |                  |                                               |      |                 |                       |              |

| 01位 | 0 福間香奈*0 | 64期 | (80回) |
| 02位 | 0 清水市代*0 | 43期 | (71回) |
| 03位 | 0 中井広恵*0 | 19期 | (44回) |
| 04位 | 0 西山朋佳*0 | 18期 | (30回) |
| 05位 | 0 林葉直子00 | 15期 | (23回) |
|      | 0            |      |        |

| 6位  | 0 加藤桃子*   | 09期 | (23回) |
| 7位  | 0 甲斐智美    | 07期 | (14回) |
|      | 0 蛸島彰子    | 07期 | (11回) |
| 9位  | 0 矢内理絵子* | 06期 | (18回) |
| 10位 | 0 斎田晴子*   | 04期 | (12回) |
|      | 0 山下カズ子  | 04期 | (6回)  |

| 01位 | 0 福間香奈*0 | 64期 | (80回) |
| 02位 | 0 清水市代*0 | 43期 | (71回) |
| 03位 | 0 中井広恵*0 | 19期 | (44回) |
| 04位 | 0 西山朋佳*0 | 18期 | (30回) |
| 05位 | 0 林葉直子00 | 15期 | (23回) |
|      | 0            |      |        |

| 6位  | 0 加藤桃子*   | 09期 | (23回) |
| 7位  | 0 甲斐智美    | 07期 | (14回) |
|      | 0 蛸島彰子    | 07期 | (11回) |
| 9位  | 0 矢内理絵子* | 06期 | (18回) |
| 10位 | 0 斎田晴子*   | 04期 | (12回) |
|      | 0 山下カズ子  | 04期 | (6回)  |

タイトル戦登場
- 女流名人 = 18回 ： 1985(第12期)-89、1991-97、1999-2003、2006
- 女流王位 = 08回 ： 1990(第1期)-94、2001、2003、2005
- 女流王将 = 12回 ： 1983(第5期)、1985-86、1988-89、1995-96、2002-06
- 倉敷藤花 = 06回 ： 1997(第5期)、2001-04、2020[13]

登場回数 合計44回

### LPSA公認タイトル
- 天河
  - 在位3期： 第1期（2008年度）、第3期（2010年度）、第4期（2011年度）

### 棋戦の優勝歴

#### 将棋連盟
- レディースオープントーナメント
  - 優勝4回： 第2回（1988年度）、第4回、第8回、第10回（1996年度）
- 鹿島杯女流将棋トーナメント
  - 優勝3回： 第3回（1998年度）、第6回、第8回（2003年度）
- 大和証券杯ネット将棋・女流最強戦
  - 優勝3回： 第2回（2008年度）- 第4回（2010年度）

#### LPSA
- 日レスインビテーションカップ
  - 優勝5回： 第1回（2007年）、第2回（2008年）、第4回（2010年）、第5回（2011年）、第6回（2012年）
- 1dayトーナメント
  - 優勝9回： 第1回・第7回（2007年）、第11回（2008年）、第20回・第24回・第29回・第31回（2009年）、第32回（2010年）、第51回（2012年）

### 将棋大賞
- 第13回（1985年度） - 女流棋士賞★
- 第14回（1986年度） - 女流棋士賞★
- 第16回（1988年度） - 女流棋士賞★
- 第20回（1992年度） - 女流棋士賞★
- 第27回（1999年度） - 女流棋士賞
- 第29回（2001年度） - 最優秀女流棋士賞★
- 第30回（2002年度） - 最優秀女流棋士賞★
- 第31回（2003年度） - 女流棋士賞
- 第32回（2004年度） - 女流棋士賞
- 第38回（2010年度） - 女流最多対局賞（30局）
- 第40回（2012年度） - 女流最多対局賞（38局）

★印は、女流の最高賞（1998年度までは「女流棋士賞」、1999年度から「最優秀女流棋士賞」が最高賞）。

### 記録
- タイトル最年少挑戦 = 13歳9か月（1982年度、女流王将戦）
- タイトル最年長挑戦 = 51歳4か月（2020年度、第28期倉敷藤花戦）[14]
- 公式女流棋戦 最多連勝 = 19連勝（2010年度、歴代2位）
- 公式女流棋戦 年度最多対局 = 48局（2001年度、歴代7位タイ）
- 公式女流棋戦 年度最多勝利 = 39勝（2001年度、歴代4位）

- 女流棋士通算400勝（史上初、通算400勝170敗）[2]
002003年06月27日、第17回レディースオープン・トーナメント2003（対 藤田綾女流初段 戦）[注 7]
- 女流棋士通算500勝（史上初、通算500勝239敗）[17]
002009年04月27日、第17期大山名人杯倉敷藤花戦（対 藤田綾女流初段 戦）[18]
- 女流棋士通算600勝（史上初、通算600勝288敗）[19]
002015年01月22日、第42期ユニバーサル杯女流名人戦（対 渡辺弥生女流初段 戦）[19]
- 女流棋士通算700勝（史上初、通算700勝358敗）[7]
002021年09月03日、第33期女流王位戦（対 礒谷真帆女流初段 戦）[7]
- 女流通算勝利数歴代最多 - 女流通算760勝（2025年3月31日、2024年度終了時点）[20]

### 年度別成績
| 年度         | 対局数 | 勝数 | 負数 | 勝率   | (出典) |
| ------------ | ------ | ---- | ---- | ------ | ------ |
| 1990年度     | 25     | 19   | 6    | 0.7600 | [ 21 ] |
| (小計)       | 198    | 137  | 61   | 0.6919 |        |
| 年度         | 対局数 | 勝数 | 負数 | 勝率   | (出典) |
| 1991年度     | 27     | 20   | 7    | 0.7407 | [ 22 ] |
| 1992年度     | 16     | 13   | 3    | 0.8125 | [ 23 ] |
| 1993年度     | 22     | 13   | 9    | 0.5909 | [ 24 ] |
| 1994年度     | 29     | 21   | 8    | 0.7241 | [ 25 ] |
| 1995年度     | 28     | 19   | 9    | 0.6786 | [ 26 ] |
| 1996年度     | 40     | 28   | 12   | 0.7000 | [ 27 ] |
| 1997年度     | 40     | 24   | 16   | 0.6000 | [ 28 ] |
| 1998年度     | 34     | 25   | 9    | 0.7353 | [ 29 ] |
| 1999年度     | 33     | 23   | 10   | 0.6970 | [ 30 ] |
| 2000年度     | 30     | 18   | 12   | 0.6000 | [ 31 ] |
| (小計)       | 299    | 204  | 95   | 0.6822 |        |
| (累計)       | 497    | 341  | 156  |        |        |
| 年度         | 対局数 | 勝数 | 負数 | 勝率   | (出典) |
| 2001年度     | 48     | 39   | 9    | 0.8125 | [ 32 ] |
| 2002年度     | 20     | 14   | 6    | 0.7000 | [ 33 ] |
| (累計)       | 565    | 394  | 171  |        |        |
| 2003年度     | 26     | 17   | 9    | 0.6538 | [ 34 ] |
| 2004年度     | 27     | 16   | 11   | 0.5926 | [ 35 ] |
| 2005年度     | 37     | 24   | 13   | 0.6486 | [ 36 ] |
| 2006年度     | 32     | 18   | 14   | 0.5625 | [ 37 ] |
| 2007年度     | 26     | 12   | 14   | 0.4615 | [ 38 ] |
| 2008年度     | 23     | 17   | 6    | 0.7391 | [ 39 ] |
| 2009年度     | 28     | 18   | 10   | 0.6428 | [ 40 ] |
| 2010年度     | 30     | 23   | 7    | 0.7666 | [ 41 ] |
| (小計)       | 297    | 198  | 99   | 0.6666 |        |
| (累計)       | 794    | 539  | 255  |        |        |
| 年度         | 対局数 | 勝数 | 負数 | 勝率   | (出典) |
| 2011年度     | 27     | 17   | 10   | 0.6296 | [ 42 ] |
| 2012年度     | 38     | 25   | 13   | 0.6578 | [ 43 ] |
| 2013年度     | 17     | 12   | 5    | 0.7058 | [ 44 ] |
| 2014年度     | 18     | 11   | 7    | 0.6111 | [ 45 ] |
| 2015年度     | 19     | 11   | 8    | 0.5789 | [ 46 ] |
| 2016年度     | 22     | 14   | 8    | 0.6363 | [ 47 ] |
| 2017年度     | 32     | 16   | 16   | 0.5000 | [ 48 ] |
| 2018年度     | 11     | 4    | 7    | 0.3636 | [ 49 ] |
| 2019年度     | 29     | 18   | 11   | 0.6206 | [ 50 ] |
| 2020年度     | 28     | 21   | 7    | 0.7500 | [ 51 ] |
| (小計)       | 241    | 149  | 92   | 0.6182 |        |
| (累計)       | 1035   | 688  | 347  |        |        |
| 年度         | 対局数 | 勝数 | 負数 | 勝率   | (出典) |
| 2021年度     | 47     | 23   | 24   | 0.4893 | [ 52 ] |
| 2022年度     | 33     | 14   | 19   | 0.4242 | [ 53 ] |
| 2023年度     | 33     | 16   | 17   | 0.4848 | [ 54 ] |
| 2024年度     | 32     | 19   | 13   | 0.5937 | [ 55 ] |
| (小計)       | 145    | 72   | 73   |        |        |
| 通算         | 1180   | 760  | 420  | 0.6440 | [ 20 ] |
| 2024年度まで |        |      |      |        |        |

| 年度         | 対局数       | 勝数         | 負数         | 勝率         | (出典)       |
| 通算         | 100          | 21           | 79           | 0.2100       | [ 20 ]       |
| 2024年度まで | 2024年度まで | 2024年度まで | 2024年度まで | 2024年度まで | 2024年度まで |
| ------------ | ------------ | ------------ | ------------ | ------------ | ------------ |

## 顕彰および公職
- 1986年 稚内市民栄誉賞
- 2003年 - 15年 埼玉県蕨市教育委員（3期）[注 8]。2016年からは蕨市PR大使を務めている[56]。
- 2005年 第17回将棋ペンクラブ大賞を著書『鏡花水月』で受賞。
- 2008年 第3回さいたま輝き荻野吟子賞受賞[注 9]。

## 年表
| - タイトル戦の欄の氏名は対戦相手。 色付き のマス目は獲得（奪取または防衛）。 濃い色Q のマス目はクイーン称号獲得。 0L はタイトル戦敗退(失冠)、 － は棋戦創設前または不参加。 氏名の下は左から順に、o : 中井の勝ち / x : 中井の負け / s : 千日手による日程繰り延べ（例外的措置） - 将棋大賞は、★ : その年時点の女流最高賞 / 最優 : 最優秀女流棋士賞 / 女棋 : 女流棋士賞 特別 : 特別賞 / 最多 : 女流最多対局賞 |

| 年度 | 女流タイトル                                               | 女流タイトル      | 女流タイトル         | 女流タイトル | 女流タイトル | 女流タイトル     | 女流タイトル      | 女流タイトル      | その他 優勝   | 将棋大賞 | 備考                                                                                 |
| 年度 | 女王 4-5月                                                 | 女流王将 10月     | 女流王位 4-6月       | 清麗 8-9月   | 白玲 9-11月  | 女流王座 10-12月 | 倉敷藤花 11月     | 女流名人 1-2月    | その他 優勝   | 将棋大賞 | 備考                                                                                 |
| 1981 | －                                                         | <第4期> 0         | －                   | －           | －           | －               | －                | <第8期> 0         |               |          | ・女流2級(4月) = デビュー                                                            |
| 1982 | －                                                         | L林葉直子 oxx     | －                   | －           | －           | －               | －                |                   |               |          | ・女流初段(1983年3月)                                                                |
| 1983 | －                                                         |                   | －                   | －           | －           | －               | －                |                   |               |          | ・女流二段(1983年4月)                                                                |
| 1984 | －                                                         | L林葉直子 xox     | －                   | －           | －           | －               | －                |                   |               |          |                                                                                      |
| 1985 | －                                                         | L林葉直子 oxx     | －                   | －           | －           | －               | －                | 林葉直子 ooxo     |               | ★女棋    | ・初タイトル(女流名人)                                                               |
| 1986 | －                                                         |                   | －                   | －           | －           | －               | －                | 林葉直子 oxxoo    |               | ★女棋    | ・女流三段(1986年4月)                                                                |
| 1987 | －                                                         | L林葉直子 oxx     | －                   | －           | －           | －               | －                | L清水市代 xxx     |               |          |                                                                                      |
| 1988 | －                                                         | L林葉直子 oxx     | －                   | －           | －           | －               | －                | 清水市代 oxxoo    | LOT           | ★女棋    | ・タイトル3期                                                                        |
| 1989 | －                                                         |                   | －                   | －           | －           | －               | －                | L清水市代 xxx     |               |          | ・女流四段(1989年4月)                                                                |
| 1990 | －                                                         |                   | <第1期> 林葉直子 ooo | －           | －           | －               | －                |                   | LOT           |          |                                                                                      |
| 1991 | －                                                         | <第14期> 0        | 植村真理 ooo         | －           | －           | －               | －                | 林葉直子 ooxxo    |               |          |                                                                                      |
| 1992 | －                                                         | (↓)               | 林葉直子 ooo         | －           | －           | －               | －                | Q清水市代 ooo     |               | ★女棋    | ・女流五段(1992年4月) ・タイトル7期 ・女流王将戦 0→1993年4月 三番勝負 ・クイーン名人 |
| 1993 | －                                                         | <第15期> 0        | L清水市代 xoxx       | －           | －           | －               | <第1期> 0         | 斎田晴子 ooxxo    |               |          |                                                                                      |
| 1994 | －                                                         |                   | L清水市代 xxx        | －           | －           | －               |                   | L清水市代 xxx     | LOT           |          |                                                                                      |
| 1995 | －                                                         | 斎田晴子 xooxo    |                      | －           | －           | －               |                   | L清水市代 xxx     | LOT           |          |                                                                                      |
| 年度 | 女王 4-5月                                                 | 女流王将 5-7月    | 女流王位 9-11月      | 清麗 8-9月   | 白玲 9-11月  | 女流王座 10-12月 | 倉敷藤花 11月     | 女流名人 1-2月    | その他 優勝   | 将棋大賞 | 備 考                                                                                |
| 1996 | －                                                         | L清水市代 xooxx   |                      | －           | －           | －               |                   | L清水市代 oxoxx   |               |          |                                                                                      |
| 1997 | －                                                         |                   |                      | －           | －           | －               | L清水市代 xox     | L清水市代 xxx     |               |          |                                                                                      |
| 1998 | －                                                         |                   |                      | －           | －           | －               |                   |                   | 鹿島杯        |          |                                                                                      |
| 1999 | －                                                         |                   |                      | －           | －           | －               |                   | 清水市代 ooo      |               | 女棋     |                                                                                      |
| 2000 | －                                                         |                   |                      | －           | －           | －               |                   | L斎田晴子 xooxx   |               |          |                                                                                      |
| 2001 | －                                                         |                   | L清水市代 ooxxx      | －           | －           | －               | 清水市代 oxo      | 斎田晴子 ooo      | 鹿島杯        | ★最優    |                                                                                      |
| 2002 | －                                                         | 清水市代 ooo      |                      | －           | －           | －               | 矢内理絵子 oo     | 斎田晴子 ooo      |               | ★最優    | ・女流六段(2002年11月)                                                               |
| 2003 | －                                                         | 石橋幸緒 ooo      | L清水市代 oxxx       | －           | －           | －               | 石橋幸緒 oo       | L清水市代 xoxx    | 鹿島杯        | 女棋     | ・女流棋士初 通算400勝 ・(2003年6月)                                                 |
| 2004 | －                                                         | 石橋幸緒 ooxo     |                      | －           | －           | －               | L清水市代 xox     |                   |               | 女棋     |                                                                                      |
| 2005 | －                                                         | L千葉涼子 xxx     | L清水市代 xoxx       | －           | －           | －               |                   |                   |               |          |                                                                                      |
| 2006 | －                                                         | L千葉涼子 xooxx   |                      | －           | －           | －               |                   | L矢内理絵子 xooxx |               |          |                                                                                      |
| 2007 | －                                                         |                   |                      | －           | －           | －               |                   |                   | 日レス        |          |                                                                                      |
| 2008 | <第1期>                                                    |                   |                      | －           | －           | －               |                   |                   | ネット 日レス |          |                                                                                      |
| 2009 |                                                            |                   |                      | －           | －           | －               |                   |                   | ネット        |          | ・女流棋士初 通算500勝 ・(2009年4月)                                                 |
| 2010 |                                                            |                   |                      | －           | －           | －               |                   |                   | ネット 日レス | 最多     |                                                                                      |
| 2011 |                                                            |                   |                      | －           | －           | <第1期>          |                   |                   | 日レス        |          |                                                                                      |
| 2012 |                                                            |                   |                      | －           | －           |                  |                   |                   | 日レス        | 最多     |                                                                                      |
| 2013 |                                                            |                   |                      | －           | －           |                  |                   |                   |               |          |                                                                                      |
| 2014 |                                                            |                   |                      | －           | －           |                  |                   |                   |               |          | ・女流棋士初 通算600勝 ・(2015年1月)                                                 |
| 2015 |                                                            |                   |                      | －           | －           |                  |                   |                   |               |          |                                                                                      |
| 2016 |                                                            |                   |                      | －           | －           |                  |                   |                   |               |          |                                                                                      |
| 2017 |                                                            |                   |                      | －           | －           |                  |                   |                   |               |          |                                                                                      |
| 2018 |                                                            |                   |                      | －           | －           |                  |                   |                   |               |          |                                                                                      |
| 2019 |                                                            |                   |                      | <第1期>      | －           |                  |                   |                   |               |          |                                                                                      |
| 2020 |                                                            |                   |                      |              | －           |                  | L里見香奈 xx      |                   |               |          | ・13年ぶりのタイトル戦                                                               |
| 2021 |                                                            |                   |                      |              | <第1期>      |                  |                   |                   |               |          | ・女流棋士初 通算700勝 ・(2021年9月)                                                 |
| 2022 |                                                            |                   |                      |              |              |                  |                   |                   |               |          |                                                                                      |
| 2023 |                                                            |                   |                      |              |              |                  |                   |                   |               |          |                                                                                      |
| 2024 |                                                            |                   |                      |              |              |                  |                   |                   |               |          |                                                                                      |
| 年度 | 女王 4-5月                                                 | 女流王将 10月     | 女流王位 4-6月       | 清麗 8-9月   | 白玲 9-11月  | 女流王座 10-12月 | 倉敷藤花 11月     | 女流名人 1-2月    | その他 優勝   | 将棋大賞 | 備 考                                                                                |
| 合計 | －                                                         | 登場12回 獲得04期 | 登場08回 獲得03期    | －           | －           | －               | 登場06回 獲得03期 | 登場18回 獲得09期 |               |          |                                                                                      |
| 合計 | タイトル獲得 合計19期（歴代3位） / タイトル戦登場 合計44回 |                   |                      |              |              |                  |                   |                   |               |          |                                                                                      |

## 著書
- 中井広恵の実戦次の一手 講談社 （書籍情報: ISBN 4062046482）
- 中井広恵の駒の自然な使い方 日本放送出版協会　(書籍情報：ISBN 978-4140161562)

## 関連書
- 鏡花水月-女流棋士中井広恵/その戦いの日々と生活の詩（著者青山牧美） アップフロントブックス （書籍情報: ISBN 4847015649）